# Областная (село)
Областная — село в Увинском районе Удмуртии, входит в Мушковайское сельское поселение.
Находится в лесах вблизи реки Нылга на востоке района, в 24 км к востоку от посёлка Ува и в 41 км к западу от Ижевска. Через село проходит ж.-д. ветка Ижевск - Ува, имеется остановочная платформа Областная.